# All Hail King Julien

## Argumento
Viva el Rey Julien es un spin off de la franquicia Madagascar. Narra la vida del Rey Julien, antes de los hechos de la primera película. En el primer episodio, Julien es coronado rey de los lémures, por su tío, el Rey Julien XII, ya que, según una predicción, el rey actual será devorado por un fosa, antes de estos sucesos.
Al Rey Julien también se le unen los demás personajes como Maurice, Mort y Clover.

## Actores de voz
| Personaje          | Actor de voz original Estados Unidos | Actor de voz de Hispanoamérica · México | Actor de voz de España · España |
| ------------------ | ------------------------------------ | --------------------------------------- | ------------------------------- |
| Rey Julien         | Danny Jacobs                         | Mario Filio                             | Daniel Rey                      |
| Maurice            | Kevin Michael Richardson             | Armando Réndiz                          | José Carlos Sansegundo          |
| Mort               | Andy Richter                         | Pepe Toño Macías                        | Daniel Lema                     |
| Clover             | India de Beaufort                    | Karina Altamirano                       | Antía Álvarez Jiménez           |
| Tío Rey Julien XII | Henry Winkler                        | Raymundo Armijo                         |                                 |
| Masikura           | Debra Wilson                         | Love Santini                            | Lucía Cota                      |

- Datos: Q18636697